# 喬爾·阿吉拉爾
喬爾·阿吉拉爾（西班牙語：Joel Aguilar，1975年7月2日—）是一位出生於薩爾瓦多的足球裁判。他於2001年成為國際足聯裁判。
他曾執法2007年世界青年足球錦標賽三場比賽，分別是6月30日由美國對韓國、7月5日由紐西蘭對甘比亞以及7月8日由奧地利對智利的比賽。
他參與2010年世界盃足球賽的執法工作。